# サヴァ・サヴォフ

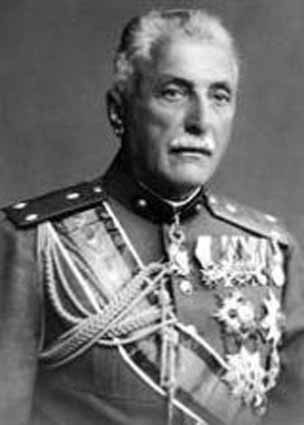

サヴァ・サヴォフ（ブルガリア語: Сава Савов, 1864年12月6日 - 1940年4月10日）は、ブルガリア公国、ブルガリア王国の軍人。歩兵大将。
シュメン出身。1885年、ソフィアの軍事学校で教育を受け、第7歩兵プレスラフ連隊に配属。中隊長として1885年のセルビア・ブルガリア戦争に従軍。戦後、第1歩兵ソフィア連隊の中隊を指揮。1888年から1896年、フェルディナンド公（のちの国王）の侍従武官、1909年から1910年、マリヤ・ルイザ公妃の侍従武官。
1910年から第22歩兵トラキア連隊長。同連隊長として1912年から1913年の第一次バルカン戦争に従軍。1913年の第二次バルカン戦争時、第1ソフィア歩兵師団の第2旅団を指揮。1914年から1915年、フェルディナンド国王の侍従武官。
第一次世界大戦時、1916年10月から1917年8月まで、第5ドナウ歩兵師団を指揮。1917年7月から1918年2月まで第3軍を指揮。1918年2月から6月、1917年末に第10ベロモル歩兵師団と第2騎兵師団から編成された第4軍の司令官。1918年6月から11月、A.マリノフ政権の国防相。その後しばらくの間、陸軍総監を務めた。
1919年7月、予備役編入。戦後は、民主党の議会議員だった。